# ألما دويتشر
ألما إليزابيث دويتشر	 (ولدت 19 فبراير 2005) مؤلفة موسيقية بريطانية، عازفة بيانو وعازفة كمان. دويتشر طفلة موهوبة، كتبت أول سوناتا بيانو في سن الخامسة. في السابعة أكملت كتابة أوبرا قصيرة، "كاسح الأحلام". في سن التاسعة، كتبت كونشرتو كمان. في سن العاشرة كتبت أوبرا كاملة بعنوان "سندريللا"، حيث عرضت في أوروبا للمرة الأولى في فيينا عام 2016 تحت رعاية المايسترو زوبن مهتا، وعرضها الأول في أمريكا بعد عام. كونشرتو البيانو الذي كتبته عرض للمرة الأولى حين كان عمرها 12. عاشت في فيينا منذ عام 2018. ظهرت المرة الأولى في قاعة كارنيجي في عام 2019 في حفل أهدى لعملها.

## الخلفية والتعليم
ألما إليزابيث دويتشر ولدت في 19 فبراير 2005، في باسنجستوك في إنجلترا. هي ابنة الدارس في الأدب جاني دويتشر وعالم اللغة جاي دويتشر. دويتشر أيضا لها أخت أصغر منها، تدعى هيلين كلارا. بدأت تعزف البيانو في سن الثانية وتلاها ذلك الكمان في الثالثة. إخلاصها القوي للموسيقى ظهر من سن مبكرة. يمنها الغناء بصوت ممتاز قبل أن تتكلم، ويمكنها أن تقرأ النوتة قبل أن تقرأ الكلمات. في مقابلة عام 2017 مع "فايناشال تايمز" قالت دويتشر: "يمكنني تذكر أنني في الثالثة كنت أستمع لتهويدة لريتشارد شتراوس، أحببتها، خاصة الهراموني، دائما أطلق عليها هارموني شتراوس الآن. وبعد انتهائها سألت والدي "كيف يمكن أن تكون الموسيقى بهذا الجمال؟" تلقت آلة كمان صغيرة هدية في عيد ميلادها الثالث، وفي حين اعتقد والدها أنها مجرد لعبة أطفال، كانت "مستمتعة بها وحاولت العزف عليها دون نهاية"، لذا قرر والدها أن يجدا لها معلم. خلال عام كانت تعزف سوناتات هاندل.
في سن الرابعة كانت ترتجل على البيانو وفي الخامسة بدأت تدون أعمالها الخاصة بها. تلك التدوينات الأولى المكتوبة كانت غير واضحة، لكن في سن السادسة، كان يمكنها أن تكتب أعمال واضحة وكتبت أول سوناتا للبيانو، صدر لها تسجيل في 2013. في السابعة كتبت أول أوبرا قصيرة لها بعنوان "كاسح الأحلام"، في التاسعة، كونشرتو للكمان، وأول أوبرا كاملة لها في سن العاشرة.
لحين سن ال16، تعلمت دويتشر في المنزل. تم تسجيلها في مدرسة في إنجلترا حين كان عمرها الخامسة، لكن بعد حضور أول يوم، عادت هي تبكي وأخبرت والديها "لم يعلموني القراءة والكتابة". حينئذ قرر والداها تعليمها في المنزل. لاحقا شرحا في برنامج وثائقي للبي بي سي، وفي سي بي إس "60 دقيقة أنهما اختارا التعليم في المنزل حين أدركا "الخيال البركاني" لابنتهما والإبداع كان ضروري لحسن صحتها، وأدركا أن الحرية اللازمة للإبداع والخيال الكثيف لا يمكن تقديمها في المدرسة. دويتشر نفسها أخبرت بي بي سي حين كانت في العاشرة: "لم أشأ أبدا الالتحاق بالمدرسة. على الخروج وتنسم الهواء العليل وأقر. بعد عامين شرحت لاحقا للفاينانشيال تايمز" أعتق أنني أتعلم في المنزل في ساعة واحدة ما كانت تدرسه المدرسة في خمس ساعات.
في عام 2017 في البرنامج الوثائقي عن ألما دويتشر، شرح ألان ينتوب عالمه الكثيف للخيال، حيث خلقت دويتشر بلد خيالي اسمه "ترانسيلفانيان بلغتها الخاصة وموسيقاها. اخترعت الأرض الخاصة بي بلغتها ومؤلفيها الجمال، اسمهم أنطونين ييلو سنك وآشي وشيل وفلارا". هؤلاء المؤلفون الخياليون كل منهم له أسلوبه الموسيقى المختلف، ودويتشر خصصت العديد من أعمالها الأولى لهؤلاء المؤلفين.
تعليم دويتشر الموسيقي المبكر ركز على الارتجال الإبداعي، متبعة أسلوب تدريس اسمه "بارتيمنتي" أو "اسكتش"، تطور في إيطاليا في القرن الثامن عشر، وتم إحياءه ونشره من قبل البروفيسور روبرت جيردجين، الذي أرسل تمرينات لألما دويتشر وعلق على الجوانب الفنية لأعمالها، في حين تلقت دروسا في الارتجال مع الموسيقي السويسري توبياس كرام. بالتالي مبدئيا أصبحت دويتشر طليقة في النحو الموسيقي لموسيقى القرن الثامن عشر، الذي وصفته لاحقا باللغة الأم الموسيقية. اشتهرت دويتشر في الإعلام في عام 2012 حين كانت في السابعة، بعد أن علق الكوميديان ستيفن فراي على قناتها في يوتيوب: "خارقة ببساط: ألما دويتشر تعزف أعمالها الخاصة.
موتسارت جديد؟" في عام 2014 عرض دويتشر الموسيقي الذي استغرق نصف ساعة والمقابلة في برنامج "انترميتزو مع أريك"، برنامج تليفزيوني مذيعه عازف البيانو والمدرس "أري فاردي" جعلتها تنتبه للشخصيات الرائدة في عالم الموسيقى الكلاسيكية، بما في ذلك المايسترو "زوبن ميهتا". في نفس العام، أصدر الموسيقي كوتيمان فيديو على يوتيوب قدم أوستيناتو من أحد فيديوهات دويتشر الأولى.
في عام 2018، انتلقت دويتشر مع أسرتها لفيينا، التي وصفتها ب"وطنها الموسيقي". شرحت في نيويورك تايمز في عام 2019 "أقمت في إنجلترا، لكني نشأت على موسيقى موتسارت وشوبرت وبيتهوفن وهايدن. متحدثة موسيقيًا، أعتقد أن فيينا كانت موطني دائما".
في عام 2021 بجامعة الموسيقى والفنون الأدائية في فيينا، للدراسة مع المايسترو يوهانس ويلدنر. في سن 16، قد تكون أصغر طالبة تلتحق بكورس قيادة الأوركسترا، يشمل الخريجين زوبن ميهتا وكلاوديو أبادو وكيريل بيترنكو. في السنوات الأولى من حياتها، كانت دويتشر محل تجارب والدها اللغوية بالنسبة لبحثه المهني. في محاولة لفهم سبب عدم استخدام الثقافات القديمة لمصطلح أزرق لوصف لون السماء، تأكد ألا يطلع ابنته أبدا أن السماء "زرقاء". تطور تصوراتها للألوان، وخاصة إصرارها في سن مبكرة أن السماء الصافية كانت "بيضاء"، كانت تذكر في كتاب جاي دويتشر سنة 2010، "خلال مرأة اللغة: لماذا يبدو العالم مختلف بلغات أخرى".
دويتشر تتحدث ثلاث لغات الإنجليزية والألمانية والعبرية 